# Maison des États généraux (Chinon)
La maison des États généraux est situé à Chinon. Elle accueille actuellement le Musée des Amis du Vieux Chinon.

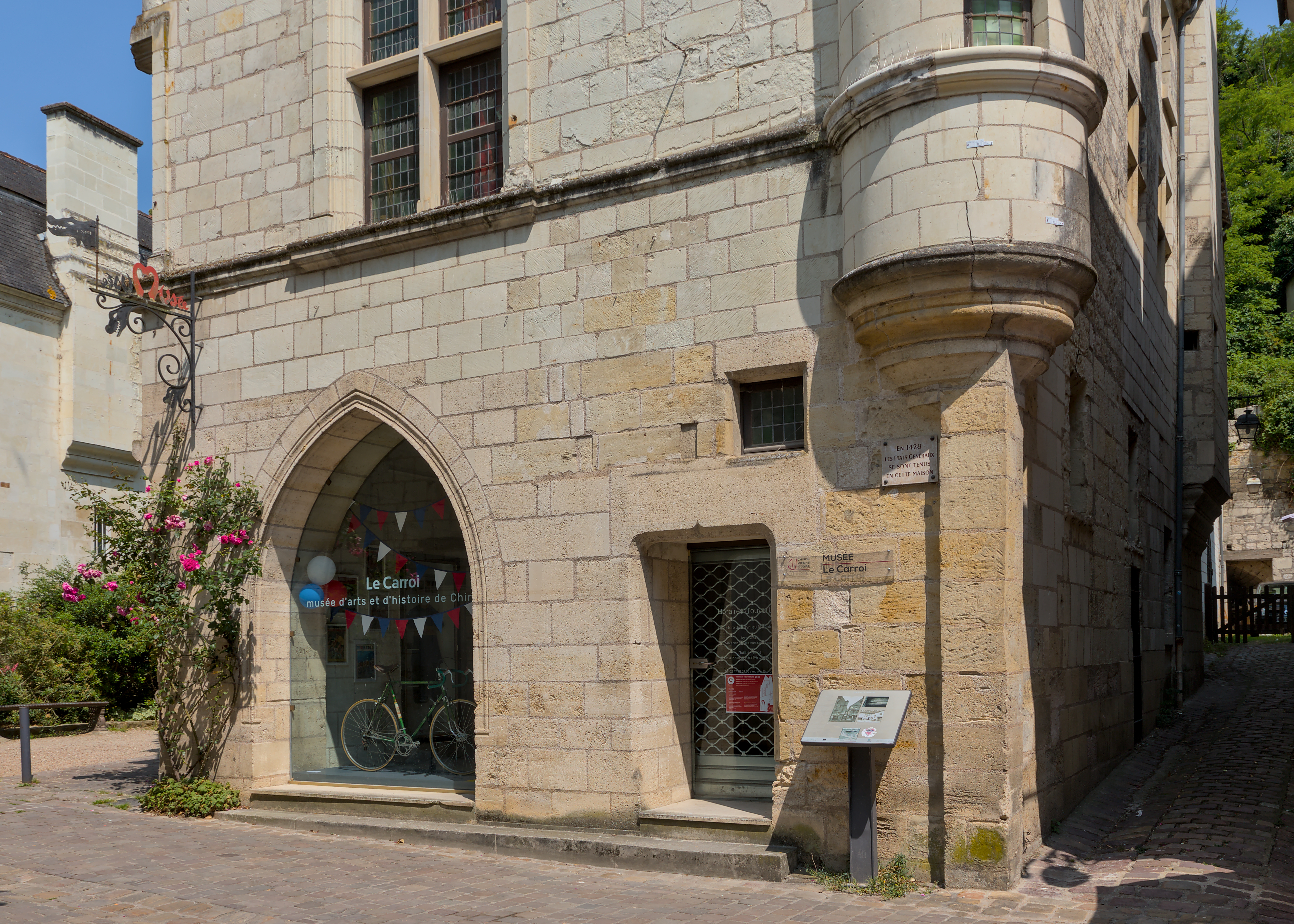
Le rez-de-chaussée.

## Historique
Le monument fait l’objet d’une inscription au titre des monuments historiques depuis le 12 novembre 1926.